# グッド・モーニング・ブリテン (1983年のテレビ番組)
『グッド・モーニング・ブリテン』は、1983年2月から1992年のフランチャイズ終了までの間、平日に放送されたTV-am制作の朝の情報番組である。放送当時は様々なプレゼンターがいたが、最も長く出演していたのはアン・ダイアモンドとニック・オーウェンである。
放送フランチャイズの失敗にほぼつながる最初の数ヶ月の困難の後、『グッド・モーニング・ブリテン』は成功した。プレゼンターのマイク・モリスニック・オーウェン (テレビ司会者)によると、ソファで計3万人以上のゲストにインタビューを行ったと推定している。
ハーレイ・クレセントのスタジオ施設は、後にバイアコムCBSに買収され、最終的にバイアコムCBS・ネットワーク・インターナショナルのオフィスとして使用された。
『グッド・モーニング・ブリテン』を含むTV-amの番組アーカイブには、ほぼ完全に無傷であると分かっている。

## 概要
これまで、ITVの午前中の放送は教育・教養番組だけだった状態から、朝にもニュース番組を放送しようということとなった。
『グッド・モーニング・ブリテン』には、ニュースと時事問題、天気、漫画、音楽、そしてゲスト出演などが混在していた。また、初期にはマイケル・ヴァン・ストラーテンとジャッキー・ジェノバが司会を務め、さらに有名なのはリジー・ウェッブが司会を務めた人気のエクササイズコーナーもあった。ニュースはTV-amによって提供されていたが、ライセンスが失効された後、1992年2月1日から同年12月31日までSky Newsに委託された。
ピーク時には、オーストラリアのボンダイビーチからヨーロッパの冬・オーストラリアの夏を通して大規模な生中継を行い、番組名を『G'Day Britain（Good Day Britain、グッド・デイ・ブリテン）』と題した。
その他のプレゼンターには、クリス・タラント、アンネカ・ライス、リチャード・キース、キャシー・テイラー、ロレイン・ケリー、ジェーン・アーヴィング、『ダイナスティ』アダム役のゴードン・トムソン (俳優)が含まれていた。
当初、デービッド・フロスト、アンナ・フォード、マイケル・パーキンソン、アンジェラ・リッポン、ロバート・キーがプレゼンター兼同局の主要株主だったが、元の形式はすぐに削除され、全てのバーフロストは局を去った。
1993年に行われた放送免許の更新で、TV-amではなくGMTVが落札し、同年1月から2010年までGMTVが放送を行っていた。

## 出演者

### 平日
| 期間              | プレゼンター |
| ----------------- | --- |
| 1983年2月〜4月    | デービッド・フロスト アンナ・フォード                                                                                 |
| 1983年4月         | ニック・オーウェン アンジェラ・リッポン                                                                               |
| 1983年4月〜6月    | ニック・オーウェン リンダ・ベリー                                                                                     |
| 1983年6月〜1986年 | 平日 ニック・オーウェン アン・ダイアモンドまたはジョン・ステイプルトン (イギリスのジャーナリスト)                     |
| 1986年8月         | エイドリアン・ブラウン (ニュースキャスター) アン・ダイアモンド                                                        |
| 1987年初頭        | マイク・モリス (テレビ司会者) アン・ダイアモンドまたはリチャード・キース アンネカ・ライス                             |
| 1987年〜1988年    | 「GMBニュースアワー」（6:00〜7:00） リチャード・キースまたはマイク・モリス (テレビ司会者)                             |
| 1987年〜1988年    | 「GMBメインショー」 リチャード・キースまたはマイク・モリス (テレビ司会者) アン・ダイアモンド                          |
| 1988年            | 「ザ・モーニング・プログラム」（6:00〜7:00） リチャード・キース                                                       |
| 1988年            | 「GMB」 マイク・モリス (テレビ司会者) アン・ダイアモンド                                                              |
| 1988年〜1989年    | 「ザ・モーニング・プログラム」（6:00〜7:00） リチャード・キース                                                       |
| 1988年〜1989年    | 「GMB」 マイク・モリス (テレビ司会者) ロレイン・ケリーキャシー・ロックフォードまたはキャサリン・ホロウェイ (警察長官) |
| 1989年            | 「ザ・モーニング・プログラム」（6:00〜7:00） リチャード・キース                                                       |
| 1989年            | 「GMB」 マイク・モリス (テレビ司会者) キャシー・テイラー                                                              |
| 1989年〜1992年    | 「ザ・モーニング・プログラム」（6:00〜7:00） リチャード・キース                                                       |
| 1989年〜1992年    | 「GMB」 マイク・モリス (テレビ司会者) ロレイン・ケリー                                                                |

### 週末
| 期間                 | プレゼンター                                          |
| -------------------- | ----------------------------------------------------- |
| 1983年〜1984年       | マイケル・パーキンソン メアリー・パーキンソン         |
| 1983年6月〜1985年6月 | トニー・アーサー ヘンリー・ケリー                     |
| 1985年6月〜1987年    | マイク・モリス (テレビ司会者)またはリチャード・キース |
| 1987年〜1989年       | ジェフ・クラーク                                      |
| 1990年               | ウルリカ・ジョンソン                                  |
| 1991年〜1992年       | マイク・モリス (テレビ司会者) ロレイン・ケリー        |